# Blueberry (película)
Blueberry (en francés: Blueberry, l'expérience secrète) es una película francesa de 2004 dirigida por Jan Kounen. La película adapta al cine dos álbumes del Teniente Blueberry, La mina del alemán perdido y El fantasma de las balas de oro.

## Argumento
Mike Blueberry es el sheriff de una localidad del lejano Oeste llamada Palomito. En su infancia y juventud fue educado por los indios. Mientras desempeña su cargo de defensor de la ley intenta mantener el equilibrio existencial entre sus dos culturas, corriendo el riesgo de convertirse en un paria en ambas. Un buen día un misterioso asesino hará que cambie todo. Se llama Wally Blount y anda en busca de un antiguo tesoro indio. En su búsqueda está convirtiendo Palomito en un auténtico infierno. Blueberry tiene que intervenir enfrentándose además a su propio pasado. Con la ayuda del chamán Runi, el "hermano" con el que creció, Blueberry se enfrentará a Blount. La batalla contra éste acabará en las Montañas sagradas. Allí Blueberry deberá a su vez luchar contra sus propios demonios para liberar su espíritu.

## Producción
El proyecto nace de la intención del director de rodar una película sobre el chamanismo. Así lo explica el propio director.

Tras Dobermann, quise hacer una película sobre el tema de las experiencias místicas. No tenía en la cabeza escribir una historia totalmente original, sino encontrar material que tratara de un modo u otro sobre esta dimensión. Empecé a desarrollar la estructura inicial del guion basándome en el personaje de Fantomas; y es que en mi mente tenía claro que éste iba a ser un film de ciencia ficción. Sin embargo, después de varios meses trabajando en el guion, me di cuenta de que no funcionaba. Entonces, opté por sumergirme en la esencia de la experiencia mística y regresé a lo tradicional. Y entre estas tradiciones, el chamanismo fue lo que más me interesó; probablemente porque es lo que más se aproxima a mi propio estilo cinematográfico: soy más un cineasta barroco que uno contemplativo...

Tenía la sensación de que el chamanismo era un punto de partida muy sólido, y sólo había que ligarlo a una historia, preferiblemente una que ya existiera. Fue entonces cuando pensé en Blueberry. La verdad es que el chamanismo no aparecía mucho en las historias de los comics. No obstante, Jean Giraud, más conocido como Moebius, era el ilustrador y eso era algo muy fuerte para mí. Para mí, Moebius es un icono viviente, el que me dio la “educación mística”. Su ejemplo fue mi inspiración a la hora de decantarme por Bellas Artes— él me enfrentó a mundos y visiones que me influenciarían enormemente como artista. Por todo ello, me pareció lógico combinar los universos de Giraud en un único film, ya que a mí también me atraía el mundo del western y nunca se había tratado el género desde la óptica de la mística.

Además, el western me interesaba por ser un período histórico en el que el chamanismo, las culturas indias, estaba todavía en armonía con nuestra cultura occidental. Blueberry muestra el encuentro y la confrontación entre ambos mundos."
Jan Kounen

Para la elección del teniente Mike Blueberry se barajaron los nombres de Willem Dafoe y Val Kilmer, pero finalmente recayó en el actor francés Vincent Cassel, quien para preparar el papel aprendió a montar a caballo y se leyó los libros de Carlos Castaneda.

## Recepción
La película fue recibida de manera mixta por parte de la crítica, la página web Rotten tomatoes recopiló un total de siete críticas estadounidenses sobre ella siendo el 29% positivas y recibiendo una nota media de 4,2 sobre 10. Mientras que Allociné recopiló un total de veintitrés críticas francesas sobre ella recibiendo una nota media de 3 sobre 5.8